# 谷发明
谷发明（？—？），中华人民共和国政治人物。
担任全国劳模。阜新矿务局平安竖井队谷发明小组组长。1954年，当选第一届全国人民代表大会代表。